# Prosoma

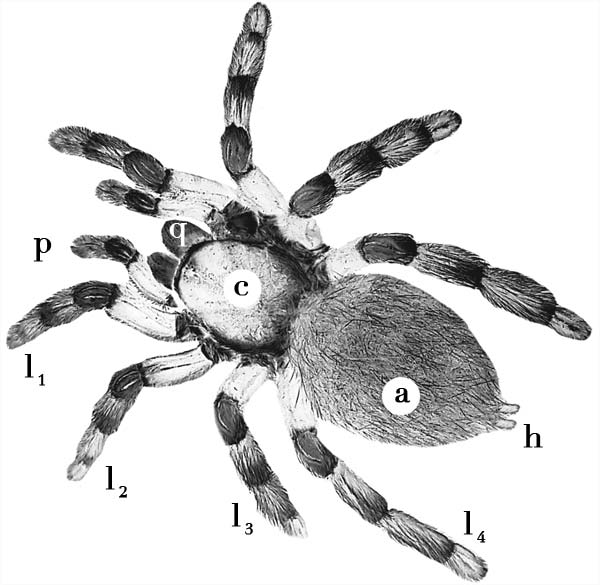
Bauplan einer Spinne. Das Prosoma ist mit C gekennzeichnet

Der Begriff Prosoma (griechisch πρό pro ‚vor‘ und σῶμα soma ‚Körper‘) bezeichnet den Vorderleib bei Spinnentieren. An ihm sitzen die Augen der Tiere, ihre paarigen Mundwerkzeuge (die Cheliceren und Pedipalpen) sowie die acht Beine.
Im Gegensatz zu den Insekten, deren Körper in drei Tagmata – Caput (Kopf), Thorax (Brust) und Abdomen (Hinterleib) – gegliedert ist, zeigen Spinnentiere einen zweigegliederten Körperbau: Als Vorderleib besitzen sie das Prosoma, das einem Kopfbruststück entspricht, und den Hinterleib (Opisthosoma).
Gelegentlich wird der Vorderleib von Spinnentieren auch als Cephalothorax bezeichnet, jedoch ist dies falsch und man nennt den Vorderleib nur bei den höheren Krebsen so, der aus dem Kopf (Cephalon) und dem Brustabschnitt (Thorax) verschmolzen ist, welcher durch den vom Kopf ausgehenden Carapax bedeckt wird.